# Calymmodon congestus
Calymmodon congestus är en stensöteväxtart som beskrevs av Edwin Bingham Copeland. Calymmodon congestus ingår i släktet Calymmodon och familjen Polypodiaceae. Inga underarter finns listade.